# Elecciones estatales de Veracruz de 1992
Las elecciones estatales de Veracruz de 1992 se llevaron a cabo el domingo 6 de septiembre de 1992, y en ellas se renovaron los siguientes cargos de elección popular en el Estado de Veracruz:
- Gobernador de Veracruz. Titular del Poder Ejecutivo del estado, electo para un periodo de seis años no reelegibles en ningún caso, el candidato electo fue Patricio Chirinos Calero.

## Resultados electorales

### Gobernador
|  | 3.10 % |

|  | 74.60 % |

|  | 14.9 % |

|  | 1.10 % |

|  | 7.00 % |

|  | 100.0 % |